# Село имени Куйбышева (Джалал-Абадская область)
Имени Куйбышева (кирг. Куйбышев) — село в Токтогульском районе Джалал-Абадской области Кыргызстана. Входит в состав Джаны-Джольского айылного аймака.

## География
Село расположено в северной части области, на левом берегу реки Бала-Чычкан, на расстоянии приблизительно 2 километров (по прямой) к северо-западу от города Токтогула, административного центра района. Абсолютная высота — 989 метров над уровнем моря.

## Население
Согласно оценочным данным Национального статистического комитета Кыргызской Республики, численность населения села на начало 2023 года составляла 3959 человек.
| год     | 2009 | 2014 | 2015 | 2020 | 2021 | 2023 |
| ------- | ---- | ---- | ---- | ---- | ---- | ---- |
| человек | 3177 | 3421 | 3496 | 4008 | 4139 | 3959 |